# Сумський державний педагогічний університет імені А. С. Макаренка
Сумський державний педагогічний університет імені А. С. Макаренка (СумДПУ) — педагогічний університет у обласному центрі місті Сумах, один з найдавніших вищих навчальних закладів Сумщини, який здійснює навчальну діяльність за 26 спеціальностями і 35 спеціалізаціями ІІІ і IV рівнів акредитації.

## Загальні дані
За ліцензіями, виданими МОН України, університет нині (кін. 2000-х років) готує близько 8 тисяч студентів денної, заочної й екстернатної форм навчання за чотирма основними напрямками («Педагогічна освіта», «Фізичне виховання і спорт», «Фізика», «Специфічні категорії») та 27 спеціальностями. За освітньо-кваліфікаційним рівнем «спеціаліст» акредитовано 22 спеціальності, 16 спеціальностей ліцензовано за освітньо-кваліфікаційним рівнем «магістр». Усі спеціальності педагогічного напряму подвійні, що дає змогу випускнику викладати кілька дисциплін і надає йому значну перевагу на ринку праці.
Сумський державний педагогічний університет імені А. С. Макаренка (головний корпус) розташований у сучасній будівлі за адресою:
вул. Роменська, буд. 87, м. Суми, 40002, Україна.
Ректор закладу — доктор педагогічних наук, професор Ю. О. Лянной

## Структура університету
У складі Сумського державного педагогічного університету імені А. С. Макаренка функціонують 4 навчально-наукові інститути, 3 факультети, 40 кафедр, 3 навчально-консультаційні пункти.
Інститути СумДПУ:
- Навчально-науковий інститут фізичної культури;
- Навчально-науковий інститут культури і мистецтв
- Навчально-науковий інститут педагогіки і психології.
- Навчально-науковий інститут історії, права та міжнародних відносин

Факультети СумДПУ:
- Природничо-географічний факультет;
- Фізико-математичний факультет;
- Факультет іноземної та слов'янської філології.

Навчально-виховний процес в СумДПУ здійснюється силами 500 викладачів, серед яких 28 докторів наук, професорів та 280 кандидатів наук, доцент, 2 академіка, 12 заслужених працівників освіти, народної освіти, фізичної культури і спорту України, 11 заслужених тренерів України, 7 заслужених діячів мистецтв, майстрів народної творчості, художників, лікарів, журналістів України.
Високому рівню організації навчально-виховного процесу в усіх структурних підрозділах СумДПУ сприяє створення належної матеріально-технічної бази, яка включає в себе 14 корпусів та споруд, у тому числі 5 навчально-лабораторних корпусів, в яких розташовані сучасні лабораторії, спеціалізовані кабінети; 3 гуртожитки; спортивний комплекс; бібліотеку; 5 музеїв; стадіон; ботанічний сад та навчальну базу в урочищі Вакалівщина.

## Історія

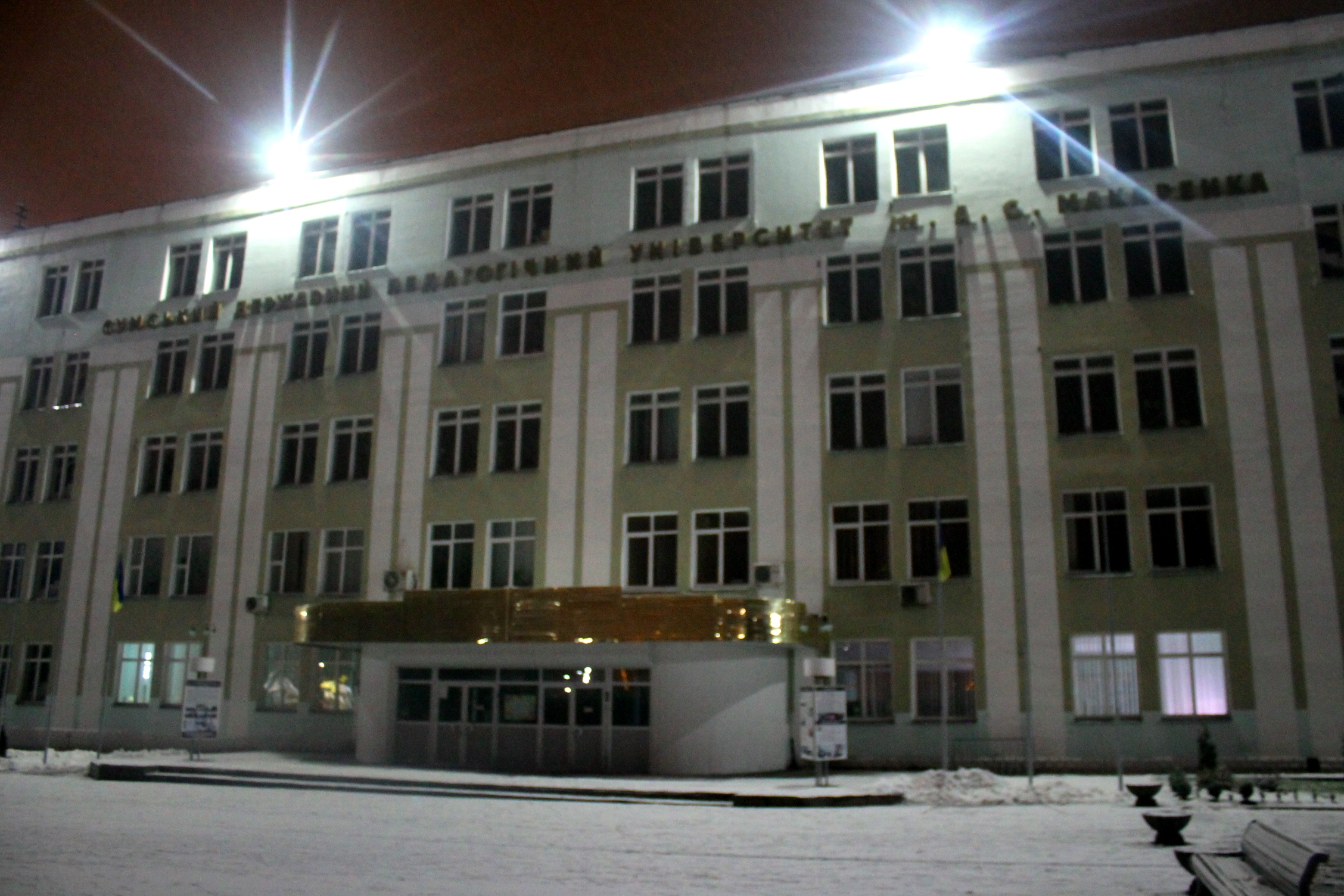
Сумський державний педагогічний університет вночі

Історія університету бере початок у 20-х роках XX століття, коли питання підготовки вчительських кадрів постало з небаченою гостротою. Уже в 1922 році в найближчі плани роботи фінансово-господарського відділу при Сумському відділі освіти входило «облаштування запланованої до відкриття педагогічної школи».
Від весни 1924 року почала здійснюватися широка кампанія масової педагогічної перепідготовки вчительства, а 28 грудня цього ж (1924) року відбулося відкриття Сумських вищих трирічних учительських курсів. Тоді за результатами іспитів на перший курс був зарахований 61 студент. У ході систематичного вдосконалення здійснення навчально-виховного процесу в 1924 році Сумські педкурси було реорганізовано в Сумський педагогічний технікум. Віднині велика увага стала приділятися організації та проведенню педпрактики та обліку її результатів. Дана орієнтація на практичну підготовку майбутніх фахівців засвідчила нове ставлення до ролі вчителя в суспільстві, визнання потреби у кваліфікованих педагогічних кадрах.
У 1930 році навчальний заклад реорганізували в Сумський інститут соціального виховання, а від 1933 р. — у Сумський державний педагогічний інститут.
У післявоєнні роки інститут стрімко розвивається. Підвищується кваліфікація його професорсько-викладацького складу, розширюється контингент студентів, збільшується кількість факультетів, покращується матеріально-технічна база.
У 1957 році навчальному закладу було присвоєне ім'я українського та радянського педагога А. С. Макаренка, уродженця міста Білопілля.
У жовтні 1999 року Постановою Кабінету Міністрів України інститут був реорганізований у Сумський державний педагогічний університет ім. А. С. Макаренка, що стало значним кроком у розвитку освіти й науки міста і області.
У 2010 університет увійшов до рейтингу 200 найкращих вищих навчальних закладів України.

## Директори, ректори інституту
- Приймак Григорій Васильович (1924—1925),
- Самброс Юрій Пилипович (1925),
- Рожковський Й. (1925),
- Ведмедер І. (1926),
- Вовченко П.І. (1926—1929),
- Прийменко Сергій Іванович (1930—1931),
- Гудзенко П.В. (1931—1933),
- Котко Л.Т. (1933—1934),
- Семенов Іван Дмитрович (1934—1936),
- Шевченко Микола Ісакович (1936—1937), в.о.
- Гаркуша Леонід Ваніфатійович (1937—1940),
- Нукалов Дмитро Юхимович (1940—1941),
- Зайцев Віталій Іванович (1943—1944),
- Нукалов Дмитро Юхимович (1944—1948),
- Носко Гаврило Іванович (1948—1955),
- Гужва Федір Кирилович (1956—1959),
- Яловий Федір Михайлович (1959—1968)[2],
- Овчаренко Олександр Полікарпович (1968—1980),
- Качан Іван Тихонович (1980—1996),
- Іваній Володимир Степанович (1996—2005),
- Лиман Федір Миколайович (2005—2009),
- Кудренко Анатолій Іванович (2009—2015)[3],
- Гончаренко Анатолій Володимирович (2015) в.о.[4]
- Лянной Юрій Олегович (2015 — нині на посаді).

## Науковці
- Іваній Володимир Степанович — фізик, ректор.
- Лиман Федір Миколайович — математик, ректор.
- Макарова Людмила Андріївна  — музикант, декан факультету

## Випускники
- Бідненко Степан Петрович
- Богопольський Арнольд Олександрович
- Бутрим Віталій Миколайович
- Дядечко Микола Платонович
- Островерх Анна Сергіївна
- Столбін Олексій Петрович
- Зінченко Олександр Володимирович